# Кургузов, Вячеслав Валерьевич
Вячеслав Валерьевич Кургузов (род. 11 мая 1982) — волейболист, диагональный и тренер по волейболу.

## Биография
По ходу карьеры игрока Кургузов выступал в российской суперлиге за МГТУ, «Локомотив», «Кузбасс» и «Нову».
После окончания карьеры игрока работал главным и старшим тренером молодёжной команды «Локомотива». Под его руководством новосибирцы несколько раз стали победителями Молодёжной лиги и обладателями Кубка лиги.
Летом 2022 года стал помощником Алексея Вербова в казанском «Зените».